# 協奏曲第9番 (リース)
協奏曲第9番 ト短調 作品177（きょうそうきょくだい9ばん とたんちょう さくひん177、ドイツ語: Konzert Nr. 9 für Pianoforte und Orchester g-Moll op. 177）は、フェルディナント・リースが作曲した最後のピアノと管弦楽のための協奏曲。

## 構成
- 第1楽章：Allegro
- 第2楽章：Larghetto con moto
- 第3楽章：Rondo. Allegro.

## 演奏時間
約30分。